# Jean Violette (acteur)
Pour les articles homonymes, voir Jean Violette et Violette (homonymie).
Jean Violette, né le 10 avril 1921 au Petit-Quevilly et mort le 23 décembre 1995 à Paris 18e, est un acteur français spécialisé dans le doublage.
Il a prêté occasionnellement sa voix à de grands acteurs tels qu'Anthony Quinn, Ernest Borgnine ou encore Brian Keith.
Il est le père de l'acteur Vincent Violette.

## Filmographie

### Cinéma
- 1951 : La Grande Vie de Henri Schneider

### Télévision
- 1966 : En votre âme et conscience, épisode : L'Affaire Bouquet de  Pierre Nivollet
- 1967 : série Le Tribunal de l'impossible - Épisode La Bête du Gévaudan d'Yves-André Hubert : Châteauneuf
- 1967 : En votre âme et conscience, épisode : Le Cas d'Hélène Jegado de  Pierre Nivollet
- 1971 : Les Dossiers du professeur Morgan : épisode Equinoxe
- 1973 : Chronique villageoise : Charles
- 1978 : Un ennemi du peuple : Horster

## Doublage

### Cinéma

#### Films
- Ernest Borgnine dans :
  - Johnny Guitare (1954) : Bart Lonergan
  - Marty (1955) : Marty Piletti
  - Self Defense (1974) : Adam Smith
  - Tir à vue (en) (1976) : Lou
  - Le Trou noir (1979) : Harry Booth
  - Un drôle de flic (1980) : le sergent Willy Dunlop
  - Nom de code : Oies sauvages (1984) : Frank Fletcher
  - The Mannhunt (1984) : Ben Robeson
- Brian Keith dans :
  - Le Sorcier du Rio Grande (1953)[3] : le capitaine Bill North
  - Rancho Bravo (1966) : Alexander Bowen
  - Young Guns (1989) : Buckshot Roberts
- Jack Elam dans :
  - L'Homme de nulle part (1956) : McCoy
  - Le Survivant des monts lointains (1957) : Shotgun (1er doublage)
  - Milliardaire pour un jour (1961) : « Casse-tête »
- Leo Gordon dans :
  - Crépuscule sanglant (1956) : Rod Zellman
  - Le Salaire du diable (1957) : le chef Hunker
  - Mon nom est Personne (1973) : Red
- Val Avery dans :
  - Plus dure sera la chute (1956) : Frank
  - Brubaker (1980) : Wendel
  - Gloria (1980) : Sill
- Denver Pyle dans :
  - Le Gaucher (1958) : Bob Ollinger
  - Fort Massacre (1958) : le soldat Collins
  - La Parole est au colt (1966) : Cap
- Bruce Cabot dans :
  - Un Américain bien tranquille (1958) : Bill Granger
  - La Poursuite impitoyable (1966) : Sol
  - WUSA (1970)[4] : King Wolyoe
- Livio Lorenzon dans :
  - Ponce Pilate (1962) : Barabbas
  - Hercule contre les mercenaires (1964) : le préfet de la cour
  - El Kebir, fils de Cléopâtre (1964) : le gouverneur Petrone
- Furio Meniconi dans :
  - Le Brigand de la steppe (1964) : Kublai
  - Trois Cavaliers pour Fort Yuma (1966) : Tony Newman
  - La Grande Chevauchée de Robin des Bois (1971) : le tavernier
- James Earl Jones dans :
  - Les Comédiens (1967) : Dr Magiot
  - Best of the Best (1989) : Frank Couzo
  - Sommersby (1993) : le juge Barry Conrad Issacs
- Arnold Moss dans :
  - Les Amours de Carmen (1948) : le colonel
  - Salomé (1953) : Mischa, le conseiller de la reine
- Anthony Caruso dans :
  - Entrée illégale (1949) : Teague
  - L'Homme de San Carlos (1956) : Disalin
- Neville Brand dans :
  - Les Frères Barberousse (1951) : Kral
  - Le Quatrième Homme (1952) : Boyd Kane
- John Doucette dans :
  - Le train sifflera trois fois (1952) : Trumbull
  - : Un petit Indien (One Little Indian) de Bernard McEveety : (1973) : le sergent Waller
- Lee Marvin dans :
  - Les Massacreurs du Kansas (1953) : Dan Kurth
  - Règlement de comptes (1953) : Vince Stone
- Anthony Quinn dans :
  - Attila, fléau de Dieu (1954) : Attila
  - Ulysse (1954) : Ulysse
- Raymond Burr dans :
  - Godzilla (1954) : Steve Martin
  - Un pitre au pensionnat (1955) : Noonan
- Michael Pate dans :
  - Le Bouffon du roi (1955) : Sir Locksley
  - Violence dans la vallée (1957) : Charley
- Claude Akins dans :
  - L'Homme au fusil (1955) : Jim Rééd.
  - Procès de singe (1960) : le révérend Jeremiah Brown
- Richard Boone dans :
  - Racket dans la couture (1957) : Artie Ravidge
  - Les Impitoyables (1976) : le shérif
- John Mitchum dans :
  - Le Miroir au secret (1957) : Bud, l'adjoint du shérif
  - Un espion de trop (1977) : Harry Bascom
- Rudy Bond dans :
  - L'Odyssée du sous-marin Nerka (1958) : Cullen, l'opérateur sonar
  - Commando de destruction (1960) : le sergent Miller
- John Larch dans :
  - La Fureur des hommes (1958) : Hal Carmody
  - Le Plus Grand des Hold-up (1969) : le shérif
- Herbert Lom dans :
  - Le Troisième Homme sur la montagne (1959) : Emil Saxo
  - La Rivière de la mort (1989) : le colonel Ricardo Diaz
- Robert Middleton dans :
  - Le Diable dans la peau (1960) : Ambrose
  - Le Roi des imposteurs (1961) : R.C. Brown
- Juano Hernandez dans :
  - Le Sergent noir (1960) : le sergent Matthew Luke Skidmore
  - Au péril de sa vie (1961) : Kalanumu
- Andrea Aureli dans :
  - Maciste contre Zorro (1963) : Rabek
  - Ringo au pistolet d'or (1967) : Gilmore, le patron du Saloon
- Jack Watson dans :
  - La Colline des hommes perdus (1965) : Jock McGrath
  - Les Loups de haute mer (1980) : Capitaine Olafsen
- Jeff Corey dans : 
  - Le Kid de Cincinnati (1965) : Hoban
  - L'Épée sauvage (1982) : Craccus
- Peter Vaughan dans :
  - Les Chiens de paille (1971) : Tom Hedden
  - L'Ultime Attaque (1979) : le quartier-maître Bloomfield
- John McLiam dans :
  - La Poussière, la Sueur et la Poudre (1972) : Thornton Pierce
  - Les Aventuriers du Lucky Lady (1975) : Rass Huggin
- Leo McKern dans :
  - SS Représailles (1973) : Gen. Kurt Maelzer
  - Le Lagon bleu (1980) : Paddy Button
- Giuseppe Maffioli dans :
  - Africa Express (1976) : le Père Gasperin
  - Pour pâques ou à la trinita (1976) : le prêtre
- 1935[5] : Les 39 Marches : le pasteur (Quentin McPhearson)
- 1942[6] : Les Aventures de Tarzan à New York : Tarzan (Johnny Weissmuller) (1er doublage)
- 1945 : Aladin et la Lampe merveilleuse : Grand Vizir AbuHassan (Philip Van Zandt)
- 1946[4] : Jusqu'à la fin des temps : Prager (Howard Negley)
- 1947 : Capitaine de Castille : Corio (Marc Lawrence)
- 1947 : En marge de l'enquête : Krause (Marvin Miller)
- 1947 : Meurtre en musique : David (Tom Dugan)
- 1949 : Un jour à New York : l'employé des Taxis (Sid Melton)
- 1950[3] : Le Convoi des braves : le shérif de Crystal City (Cliff Lyons)
- 1950 : Quand la ville dort : un agent de police[Qui ?]
- 1951 : Tomahawk : le sergent Newell (Stuart Randall)
- 1951 : Dix de la légion : Youssif (Donald Randolph)
- 1951 : L'Ange des maudits : Frenchy Fairmont (Mel Ferrer)
- 1951 : Une veine de... : le policier accompagnant Pulsifer[Qui ?]
- 1951 : L'Epée de Monte Cristo : Colardi (Arnold Moss)
- 1951 : L'Attaque de la malle-poste : Tex Squires (James Millican)
- 1951 : Okinawa : Frank (Chris Drake)
- 1952 : Les Fils des mousquetaires : le fils de D'Artagnan (Cornel Wilde)
- 1952 : Viva Zapata ! : Hernandez (Henry Silva)
- 1952 : Le Fils d'Ali Baba : le capitaine Youssef (Gerald Mohr)
- 1952 : Courrier diplomatique : Ivan (Michael Ansara)
- 1952 : La Peur du scalp : le barman (Al Hill)
- 1952 : Les Indomptables : le joueur de dès à la gauche de Burgess (Sheb Wooley) et le cowboy surveillant les mouvements du taureau[Qui ?]
- 1952 : L'Heure de la vengeance : l'employé au bureau de la compagnie des Terres du couchant (Lee Morgan)
- 1953 : L'Équipée sauvage : Charlie Thomas (Hugh Sanders)
- 1953 : L'Odyssée de Charles Lindbergh : un mécanicien (George Selk)
- 1953 : Le Gentilhomme de la Louisiane : Kennedy (Hugh Beaumont)
- 1953[7] : Le Justicier impitoyable : Joe (John Cliff)
- 1953 : Le Trésor du Guatemala : le geôlier (Paul Bryar)
- 1954 : Bronco Apache : Hondo (Charles Buchinsky)
- 1954 : Prince Vaillant : sire Kay (Tom Conway)
- 1954 : Je suis un aventurier : un membre de l'équipage du bateau[Qui ?]
- 1954 : Les Proscrits du Colorado : le major Linton Cosgrave (Jim Davis)
- 1954 : Les Aventures de Robinson Crusoé : un pirate (José Châvez)
- 1954 : La Brigade héroïque : Sgt. Lawson (George J. Lewis)
- 1954[8] : Le Cavalier traqué : Stage Station Manager (Phil Chambers)
- 1954 : Les Bolides de l'enfer : Carl Svenson (Joseph Sawyer)
- 1954 : Les Gens de la nuit : l'infirmier[Qui ?]
- 1954 : Le Tigre de Malaisie : le capitaine McPherson (Luigi Tosi)
- 1955 : Davy Crockett, roi des trappeurs : le chef Œil noir (Pat Hogan)
- 1955 : Le Grand Couteau : Nick (Nick Cravat)
- 1955 : Opération Tirpitz : le quartier-maître Hutchins (Thomas Heathcote)
- 1955 : Amour, fleur sauvage : Delgadito (Paul Marion)
- 1955 : L'Homme du Kentucky : le postier (Mitchell Kowal)
- 1956 : Les Dix Commandements : un officier égyptien[Qui ?]
- 1956 : Attaque : un sergent (Leonard Bremen)
- 1956 : Écrit sur du vent : Dan Willis (Robert J. Wilke)
- 1956 : Zarak le valeureux : le Mullah (Finlay Currie)
- 1956 : Brisants humains : Chef « Boots » Torgeson (James Westerfield)
- 1956 : Ne dites jamais adieu : Timmy (James Flavin)
- 1956 : Le Temps de la colère : le soldat Swanson (Skip Homeier)
- 1956 : L'Espion de la dernière chance : le sergent Jonny (Werner Peters)
- 1956[9] : La Vengeance de l'indien : le shérif Jim Dixon (Otto Hulett)
- 1956 : L'Homme au complet gris : le lieutenant Hank Mahoney (Kenneth Tobey)
- 1956 : Coup de fouet en retour : Dick Lawrence (Chris Alcaide)
- 1956 : La Dernière Caravane : le sergent (Ken Clark)
- 1957 : L'Arbre de vie : un des deux hommes accompagnant Ezra Gray[Qui ?]
- 1957 : Règlement de comptes à O.K. Corral : Alex Clanton (Lyle Bettger)
- 1957 : Torpilles sous l'Atlantique : la voix dans les haut-parleurs[Qui ?]
- 1957 : Meurtres sur la dixième avenue : Gus (Joseph Carr)
- 1957 : Les Plaisirs de l'enfer : l'officier de Marine recherchant Lucas Cross (Ray Montgomery)
- 1957 : Le vengeur agit au crépuscule : Morley Chase (Ray Teal)
- 1957 : Mon homme Godfrey : Hubert (Herbert Anderson)
- 1957 : Cote 465 : le soldat Christensen (Robert Normand)
- 1957 : Sayonara : le docteur (Phil Rhodes)
- 1958 : Je pleure mon amour : le directeur de l'hôtel (Julien Somers)
- 1958 : La Fureur des hommes :  Otis Boyd (Ken Scott)
- 1958 : Désir sous les ormes : Pierre Cabot (Pernell Roberts)
- 1958 : La Blonde et le Shérif : un homme du ranch Box T[Qui ?]
- 1958 : L'Ennemi silencieux : le sergent instructeur (David Lodge)
- 1958 : Le Temps d'aimer et le Temps de mourir : le sergent Muecke (Wolf Harnisch)
- 1958 : La Brune brûlante : le réalisateur de télévision (Charles Tannen)
- 1958 : Duel dans la Sierra : Michael O'Reilly (Lorne Greene)
- 1958 : Le Petit Arpent du bon Dieu : Bill Thompson (Aldo Ray)
- 1958[10] : Danger planétaire : le volontaire en pyjama (Jasper Deeter)
- 1958 : La Chaîne : Dave (Lawrence Dobkin)
- 1958 : 10, rue Frederick : le 3e voyou du parking (Mike Morelli)
- 1959 : Les Cavaliers : le colonel sudiste Jonathan Miles (Carleton Young)
- 1959 : L'Homme aux colts d'or : Buck Slavin (Bartlett Robinson)
- 1959 : Salomon et la Reine de Saba : Kaldu[Qui ?]
- 1959 : Les 39 Marches : le policier (John Richardson)
- 1959 : La Police fédérale enquête : l'instructeur du centre d'entraînement du FBI[Qui ?]
- 1959 : La Grande Guerre : Bordin (Folco Lulli)
- 1959 : L'Aventurier du Rio Grande : le général Marcos Castro (Victor Mendoza)
- 1960 : Les Sept Mercenaires : Britt (James Coburn)
- 1960 : Le Milliardaire : Dave Kerry (Michael David)
- 1960 : Carthage en flammes : Thala (Ivo Garrani)
- 1960 : Le Clown et l'Enfant : le preneur de billets (Howard Negley)
- 1960 : Robin des Bois et les pirates : Trina (Renato Maddalena)
- 1960 : Esther et le Roi : le capitaine des gardes (Aldo Pini)
- 1960 : Cinq Femmes marquées (Five Brabded Women) de Martin Ritt Milan (Sidney Clute)
- 1960 : L'Homme à la peau de serpent : « Pee Wee » Binnings (John Brown Jr.)
- 1960 : Le Vent de la plaine : Lost Bird, le chef Kiowa (Carlos Rivas)
- 1960 : La Longue Nuit de 43 : Vincenze (Loris Bazzocchi)
- 1961 : L'Arnaqueur : le propriétaire de l'hôtel (Jack Healy)
- 1961 : Les Horaces et les Curiaces : l'homme borgne de l'œil droit[Qui ?]
- 1961 : Le Temps du châtiment : le lieutenant de police Gunderson (Telly Savalas)
- 1961 : La Lame nue : Jason Roote (Martin Boddey)
- 1961 : Mary la rousse, femme pirate : le directeur de la prison de Londres (Loris Gizzi)
- 1961 : Le Dernier des Vikings : un officier de Svend (Tom Felleghy)
- 1961 : Amour sauvage : le shérif arrêtant Glenn (Mark Bailey)
- 1961 : Les Mille et Une Nuits (Le meraviglie di Aladino) de  Mario Bava : Omar (Milton Reid)
- 1961 : L'Empreinte du dragon rouge : Chun King (Christopher Lee)
- 1961 : Les Pirates de la nuit : un contrebandier[Qui ?]
- 1961 : Sous le ciel bleu de Hawaï : Tucker Garvey (Steve Brodie)
- 1961 : Marco Polo : voix secondaires
- 1961 : La Ruée des Vikings : deux vikings
- 1961 : Hold-up au quart de seconde : le surveillant de la prison[Qui ?]
- 1961 : Maciste contre le Cyclope : Mumba (Paul Wynter)
- 1961 : Les Mongols : un officier mongol[Qui ?] et un messager[Qui ?]
- 1961 : Ville sans pitié : Kurt, le barman du Florida Bar (Gernat Duda)
- 1962 : Du silence et des ombres : le shérif Heck Tate (Frank Overton)
- 1962 : Lawrence d'Arabie : le chauffeur de Lawrence rentrant en Angleterre (Bryan Pringle)
- 1962 : Maciste en enfer : Prométhée (Remo De Angelis)
- 1962 : L'Inconnu du gang des jeux : un sbire de Tony Gagouts (John Indrisano)
- 1962[11] : Jules César contre les pirates : un citoyen romain[Qui ?]
- 1962 : Ulysse contre Hercule : Assur, le capitaine du bateau (Raffaele Pisu)
- 1963 : Tom Jones : le sergent de la compagnie des Tuniques rouges[Qui ?]
- 1963 : La Taverne de l'Irlandais : Sean O'Brien (Dick Foran)
- 1963 : Capitaine Sinbad : voix secondaires
- 1963 : Persée l'invincible : Galénore (Leo Anchóriz)
- 1963 : Les Pirates du Mississippi : Bolivar[Qui ?]
- 1963 : La Dernière Bagarre : le chef de la Police (Paul Hartman)
- 1963 : Goliath et l'Hercule noir : un chef de l'armée et un officier d'état-major d'Alexandre le Grand[Qui ?]
- 1963 : La Révolte des Indiens Apaches : Intschu-Tschuna (Mavid Popović)
- 1963 : Pousse-toi, chérie : le serveur près de la piscine (Sid Gould)
- 1964 : Les Jeux de l'amour et de la guerre : Amiral Thomas « Tom » Healy (Ed Binns)
- 1964 : Feu sans sommation : George Keely (Frank Gerstle)
- 1964 : Ces merveilleux fous volants dans leurs drôles de machines : le capitaine du chalutier (Maurice Denham)
- 1964 : Parmi les vautours : Preston (Sieghardt Rupp)
- 1964 : Les Pirates du diable : Tom (Andrew Keir)
- 1964 : Le Secret de la liste rouge : Carl (George Leech)
- 1964 : La Révolte des prétoriens : Sotero (Aldo Cecconi)
- 1964 : L'Enfer de Gengis Khan : Kubilai (Ken Clarke)
- 1964 : L'Homme à tout faire : le shérif (K.L. Smith)
- 1964 : Le Colosse de Rome : le commandant de la garnison[Qui ?]
- 1964 : Duel à Rio Bravo : Traidor (Beni Deus)
- 1964 : L'Amour en quatrième vitesse : Big Gus Olson (Bob Nash)
- 1964 : Ursus l'invincible : Samur, le chef des Tanoussi (Nello Pazzafini)
- 1964 : Maciste contre les hommes de pierre : Mogol (Goffredo Unger)
- 1965 : Le Docteur Jivago : un officier de la cavalerie[Qui ?] et le soldat Siméo[Qui ?]
- 1965 : Major Dundee : O.W. Hadley (Warren Oates)
- 1965 : Le Crâne maléfique : le policeman (George Hildson)
- 1965 : La Déesse de feu : Haumeid (André Morell)
- 1965 : Le Mors aux dents : Tanner (Barton MacLane)
- 1965 : Les Forcenés : Longfellow Wiley (Georges Lycan) et quelques personnages secondaires
- 1965 : Le Fils d'un Hors-la-loi : le shérif Litton (Ralph Browne)
- 1965 : Les Aigles noirs de Santa Fé : le gentleman (Pinkas Braun)
- 1965 : Quand parle la poudre : Dr Kent (Richard Arlen)
- 1965 : Le Cher Disparu : l'homme fumant un cigare dans le bureau de D.J. Jr[Qui ?]
- 1965 : Les Trois Stooges contre les hors-la-loi : le barman (Tiny Brauer)
- 1965 : Chère Brigitte : l'homme portant des rames sur son épaule[Qui ?]
- 1965 : Le Trésor des montagnes bleues : Bud Forrester (Anthony Steel)
- 1965 : Les Exploits d'Ali Baba : Abou (Peter Whitney)
- 1965[12] : Le Californien : Dr Mc Pheeters (Russ Conway)
- 1965 : Le Massacre des sioux : le chef de la bande dépossédant les indiens de leurs terres (William Tannen)
- 1965 : Représailles en Arizona : le capitaine Tom Andrews (Buster Crabbe)
- 1965 : Les Tueurs de San Francisco : George (Robert Foulk)
- 1965 : Buffalo Bill, le héros du Far-West : Bec d'Aigle (Mirko Ellis)
- 1965 : Le Dollar troué : le forgeron[Qui ?] et le soldat sudiste du fort[Qui ?]
- 1966 : Paris brûle-t-il ? : le soldat US Charlie (Skip Ward)
- 1966 : Nevada Smith : un des hommes de Tom Fitch[Qui ?]
- 1966 : La Canonnière du Yang-Tsé : Baxter, le barman[Qui ?]
- 1966 : La Blonde défie le FBI : Norman Fenimore (George Tobias)
- 1966 : Le Forum en folie : le gladiateur en formation (Bill Kerr)
- 1966 : Coplan ouvre le feu à Mexico : un employé de la mine de Don Philippe[Qui ?]
- 1966 : Le Tour du monde sous les mers : Hank Stahl (Keenan Wynn)
- 1966[11] : 3 Winchester pour Ringo : Walcom (Mike Moore)
- 1966 : 4 dollars de vengeance : Manuel de Losa (José Manuel Martin)
- 1966 : Les Fusils du Far West : chef Black Kettle (Simon Oakland)
- 1966 : La Vengeance de Ringo : Paco (Nazzareno Natale)
- 1966 : Jerry Land, chasseur d'espions : M. Wong (Noé Murayama)
- 1966 : Les Plaisirs de Pénélope : Boom Boom (Carl Ballantine)
- 1966 : Les Nuits de l'épouvante : Walter (William Gold)
- 1967 : Ringo au pistolet d'or : Gilmore, le patron du Saloon (Andrea Aureli)
- 1967 : Le Pistolero de la rivière rouge : Dave Webster (Mark Allen)
- 1967 : Minuit sur le grand canal : Dr Vaugiroud (Boris Karloff)
- 1967 : La Folle Mission du Docteur Schaeffer : Old Wrangler (Barry McGuire)
- 1967 : Violence à Jericho : Purley (Larry D. Mann)
- 1967 : Mademoiselle de Maupin : le chef des brigands du grand chemin[Qui ?]
- 1967 : Le Retour de Kriminal : le commissaire-priseur (Agustin Bescos)
- 1967 : Superman le Diabolique : l'inspecteur Martinet (Edoardo Toniolo)
- 1968 : Il était une fois dans l'Ouest : un employé sur le quai de la gare[Qui ?] et un membre de la bande à Cheyenne[Qui ?]
- 1968 : Pancho Villa : le soldat assis à côté du conducteur du véhicule automobile[Qui ?]
- 1968 : Évasion sur commande : Général Adrian Cox-Roberts (Charles Gray)
- 1968 : Les Hommes de Las Vegas : Lloyd, le collaborateur de Douglas[Qui ?]
- 1968 : Samoa, fille sauvage : Dr Schwarz (Andrea Aureli)
- 1968 : La Bande à César : l'inspecteur Bordoni (Calisto Calisti)
- 1968 : Saludos hombre : Jose (José Marco)
- 1969 : Une corde, un Colt... : l'hôtelier (Cris Huerta)
- 1969 : Django le Bâtard : Brett (Carlo Gaddi)
- 1969 : Au paradis à coups de revolver : Asa Beck (John Anderson)
- 1969 : La Bataille de la Neretva : Ivan (Serge Bondartchouk)
- 1969 : La Jeunesse du massacre : Mascaranti (Renato Lupi)
- 1969 : L'Ordinateur en folie : Angelo (Bing Russell)
- 1970 : Tora ! Tora ! Tora ! : Amiral William F. « Bill » Halsey (James Whitmore)
- 1970 : L'Indien : le conducteur du bulldozer[Qui ?]
- 1970 : Un nommé Cable Hogue : Ben Fairchild (Slim Pickens)
- 1970 : La Fiancée du vampire : le shérif George Patterson (Dennis Patrick)
- 1970 : Django arrive, préparez vos cercueils : le shérif (John Bartha)
- 1970 : Trinita voit rouge : José (Ángel Lombarte)
- 1970 : Le Mystère des douze chaises : Night Watchman (Will Stampe)
- 1970 : Les Derniers Aventuriers : l'officier commandant la salve d'honneur aux funérailles[Qui ?]
- 1970 : Ya, ya, mon général ! : un gangster (Robert Carricart)
- 1970 : Tick Tick Tick et la violence explosa : Joe Sawyer (Bill Walker)
- 1970 : On n'achète pas le silence : Stanley Bumpas (Arch Johnson)
- 1970 : Blindman, le justicier aveugle : l'officier mexicain (Fortunato Arena)
- 1970 : Le Casse de l'oncle Tom : Caspar Brown (Maxwell Glanville)
- 1970 : La Vallée des plaisirs : un spectateur au concert pop[Qui ?]
- 1971 : Big Jake : le conducteur de la 1re voiture[Qui ?]
- 1971 : Le Visiteur de la nuit : Pop (Arthur Hewlett) et M. Torens (Bjørn Watt-Boolsen)
- 1971 : Black Killer : Pedro O'Hara (Paul Craine)
- 1971 : La Vengeance de Dieu : le procureur (Andrea Scotti), le notable (Gualtiero Rispoli) et le barman (Fulvio Pellegrino)
- 1971 : La Classe ouvrière va au paradis : Militina (Salvo Randone)
- 1971 : Pigeon d'argile : Simon (Ivan Dixon)
- 1971 : Le Baron rouge : l'officier au moulin (Peadar Lamb)
- 1972 : Guet-apens : le comptable (John Bryson)
- 1972 : Et maintenant, on l'appelle El Magnifico : Frank Olsen (Enzo Fiermonte)
- 1972 : Cosa Nostra : Tony Bender (Guido Leontini)
- 1972 : Le Joueur de flûte : le général (Gertan Klauber)
- 1972 : Joe Kidd : Olin Mingo (James Wainwright)
- 1973 : Mon nom est Sanghaï Joe : le conducteur de la diligence (Angelo Susani)
- 1973 : Vivre et laisser mourir : Murmure (Earl Jolly Brown)
- 1973 : Les Colts au soleil : [Qui ?]
- 1973 : Théâtre de sang : le clochard déguisé (Tutte Lemkow)
- 1973 : Duel dans la poussière : Frank Phillips (Raymond Greenway)
- 1973 : La Poursuite implacable : le gardien-chef Fantuzzi (Calisto Calisti)
- 1973 : Police Puissance 7 : le policier près de la voiture des mafieux[Qui ?]
- 1973 : L'Or noir de l'Oklahoma : Bliss (Harvey Parry)
- 1973 : Don Angelo est mort : Ralph Negri (Vic Tayback)
- 1973 : Le Voleur qui vient dîner : un policier après l'accident (Stanley J. Skearton) et la voix d'un entraîneur dans la salle de boxe
- 1974 : Du sang dans la poussière : Morton (Allen Russell)
- 1974 : L'Homme du clan : le maire Harry Riddle (David Huddleston)
- 1974 : Les Enfants de Frankenstein : le sergent Duffy (William Guhl)
- 1974[13] : La Chasse sanglante : le procureur (William Layton)
- 1974 : La Rançon de la peur : l'inspecteur à lunettes (Giuseppe Castellano), un homme de main de Malone (Vittorio Pinelli) et le policier tué par Sacchi (Giancarlo Busi)
- 1974 : Contre une poignée de diamants : un militaire tué[Qui ?]
- 1975 : Une bible et un fusil : le juge Parker (John McIntire)
- 1975 : Capone : Giuseppe Aiello (Mario Gallo)
- 1975 : Le Bagarreur : Jim Henry (Robert Tessier)
- 1975 : Shampoo : Nate (Ronald Dunas)
- 1975 : Mandingo : Agamemnon (Richard Ward)
- 1975 : La Route de la violence : Sam (Frank Kennedy)
- 1976 : Taxi Driver : le mafioso (Bob Maroff)
- 1976 : La Grande Bagarre : Hector Fieramosca de Capoue (Bud Spencer)
- 1976 : Nickelodeon : Dobie (Harry Carey Jr.)
- 1976 : Vengeance d'outre-tombe : Ralf (Paul Galloway)
- 1976 : La Vengeance aux tripes : Cleotus (Hank Rolike)
- 1977 : La Guerre des étoiles : le général assistant Tarkin (Leslie Schofield)
- 1977 : Le Prince et le Pauvre : le constable (Tommy Wright)
- 1977 : L'Affaire Mori : le questeur (Marcello Filotico)
- 1977 : Hôtel du plaisir pour SS : Prof. Jürgen (Luciano Pigozzi)
- 1977 : L'Île des adieux : Joseph (Julius Harris)
- 1977 : Le Parfait Tueur : Benny (John Ireland)
- 1977[14] : Les Casseurs : Kaminski (The Great John L.)
- 1977 : La Ballade de Bruno : l'employé de la prison[Qui ?]
- 1978 : La Fureur du danger : Cliff (Hal Floyd)
- 1978 : Le ciel peut attendre : Millt[Qui ?]
- 1978 : Mon nom est Bulldozer : l'homme du cabanon (Luigi Bonos)
- 1978 : La Grande Bataille : le général SS Jürgens (Geoffrey Coppleston) et un agent de la Gestapo (Max Turilli)
- 1979 : L'Évadé d'Alcatraz : le gardien faisant tomber sa matraque[Qui ?]
- 1979 : Qui a tué le président ? : ZK Dawson (Sterling Hayden)
- 1979 : Justice pour tous : Crenna (Johnny Haymer)
- 1979 : Le Shérif et les Extra-terrestres : Davis[Qui ?]
- 1979 : Brigade des anges : Manny (Alan Hale Jr.)
- 1979 : L'Homme en colère : un policier dans la montagne[Qui ?]
- 1980 : Le miroir se brisa : un opérateur de cinéma[Qui ?]
- 1980 : Ça va cogner : Moody (Roy Jenson)
- 1980 : L'Homme puma : Kobras (Donald Pleasence)
- 1981 : Reds : le chef de la police (Ramon Bieri)
- 1981 : Le Prince de New York : le sergent Edelman (E.D. Miller)
- 1982 : Banana Joe : le colonel[Qui ?]
- 1982 : La Montagne magique : [Qui ?]
- 1984 : L'Aube rouge : Jack Mason (Ben Johnson)
- 1984 : L'Ambassadeur : Chantage en Israël : Abe (Ori Levy)
- 1984 : L'Épée du vaillant : le baron Fortinbras (John Rhys-Davies)
- 1985 : L'Honneur des Prizzi : Cyril Bluestone (Dick O'Neill)
- 1985 : Police Academy 2 : Au boulot ! : l'officier Sistrunk (Sandy Ward)
- 1986 : Psychose 3 : le shérif John Hunt (Hugh Gillin)
- 1989 : Permis de tuer : Milton Krest (Anthony Zerbe)
- 1989 : SOS Fantômes 2 : Vigo (Wilhelm von Homburg)
- 1990 : The King of New York : Arty Clay (Frank Gio)
- 1990 : Papa est un fantôme : M. Emery Collins (Barry Corbin)
- 1991 : Star Trek VI : Terre inconnue : le commandant klingon (William Morgan Sheppard)
- 1991 : Ombres et Brouillard : le policier à l'église (Ira Wheeler)
- 1992 : Universal Soldier : Hank (Allan Graf (en))
- 1993 : Piège en eaux troubles : le capitaine Panderman (Mike Hodge (en))
- 1993 : Tombstone : Henry Hooker (Charlton Heston)
- 1994 : L'Histoire sans fin 3 : Retour à Fantasia : Karl Konrad Koreander (Freddie Jones)
- 1995 : Mort ou vif : Doc Wallace (Roberts Blossom)

#### Animation
- 1973 : Le Petit Monde de Charlotte : Un homme de la fanfare
- 1981 : Métal hurlant : le sergent et un conseiller
- 1982 : Brisby et le Secret de NIMH : Jenner
- 1985 : Taram et le Chaudron magique : le Seigneur des ténèbres (1er doublage)

### Télévision

#### Téléfilms
- 1966[13] : Un nommé Kiowa Jones : Otto (Royal Dano)
- 1967[15] : Winchester 73 : Jack Starret (John Doucette)

#### Séries télévisées
- 1960 : Destination Danger :
  - épisode Moment décisif : Moses Amadou (Lionel Ngakane)
  - épisode Le Traître : Panah (George A. Cooper)
  - épisode La Gouvernante : Moukta (Harold Kasket)
  - épisode La Version du député Coyannis : le député Coyannis (John Phillips)
  - épisode Le Secret de la marionnette : Frederick (Brian Rawlinson)
  - épisode Mission sous-marine : Corto (Brad Dancy)
  - épisode Le Fauteuil roulant : Brenner (Patrick Troughton)
  - épisode La Fille qui aimait les soldats : Lotsbeyer (Anthony Bushell)
  - épisode Le Piège : le colonel Whitmore (Alan Gifford)
- 1955 : Le Choix de... : Mike Cronin (John Wayne) - épisode John Ford : La Révélation de l'année
- 1979-1985 : Shérif, fais-moi peur : oncle Jesse Duke (Denver Pyle)
- 1984-1988 : Arabesque : shérif Amos Tupper (Tom Bosley)

### Séries d'animation
- 1978 : Capitaine Flam : le roi Lulstane (Le Créateur Universel)
- 1985 : Clémentine : Pied-de-Nez

### Disques
- Alix l'intrépide, disque 33T, 1960 (série Alix) : voix de Toraya[16],[17]